# العلاقات الآيسلندية البنمية
العلاقات الآيسلندية البنمية هي العلاقات الثنائية التي تجمع بين آيسلندا وبنما.

## مقارنة بين البلدين
هذه مقارنة عامة ومرجعية للدولتين:
| وجه المقارنة                                              | آيسلندا          | بنما                      |
| --------------------------------------------------------- | ---------------- | ------------------------- |
| المساحة (كم2)                                             | 103.00 ألف       | 74.18 ألف                 |
| عدد السكان (نسمة)                                         | 317.35 ألف       | 4.10 مليون                |
| الكثافة السكانية (ن./كم²)                                 | 3.08             | 55.27                     |
| العاصمة                                                   | ريكيافيك         | بنما                      |
| اللغة الرسمية                                             | اللغة الآيسلندية | اللغة الإسبانية           |
| العملة                                                    | كرونة آيسلندية   | بالبوا بنمي، دولار أمريكي |
| الناتج المحلي الإجمالي (بليون دولار)                      | 23.91 مليار      | 61.84 مليار               |
| الناتج المحلي الإجمالي (تعادل القوة الشرائية) بليون دولار | 15.79 مليار      | 87.37 مليار               |
| الناتج المحلي الإجمالي الاسمي للفرد دولار أمريكي          | 50.17 ألف        | 13.27 ألف                 |
| الناتج المحلي الإجمالي للفرد دولار أمريكي                 | 46.55 ألف        | 20.89 ألف                 |
| مؤشر التنمية البشرية                                      | 0.899            | 0.780                     |
| رمز المكالمات الدولي                                      | +354             | +507                      |
| رمز الإنترنت                                              | .is              | .pa                       |
| المنطقة الزمنية                                           | 00، أوروبا/لندن ‏ | 00                        |

## منظمات دولية مشتركة
يشترك البلدان في عضوية مجموعة من المنظمات الدولية، منها:
| علم المنظمة | اسم المنظمة                               | تاريخ انضمام آيسلندا | تاريخ انضمام بنما |
| ----------- | ----------------------------------------- | -------------------- | ----------------- |
|             | يونسكو                                    | 8 يونيو 1964         | 10 يناير 1950     |
|             | الفريق المعني برصد الأرض                  | ?                    | ?                 |
|             | مؤسسة التمويل الدولية                     | 20 يوليو 1956        | 20 يوليو 1956     |
|             | المركز الدولي لتسوية المنازعات الاستشارية | 14 أكتوبر 1966       | 8 مايو 1996       |
|             | منظمة حظر الأسلحة الكيميائية              | ?                    | ?                 |
|             | مؤسسة التنمية الدولية                     | 19 مايو 1961         | 1 سبتمبر 1961     |
|             | منظمة التجارة العالمية                    | ?                    | ?                 |
|             | وكالة ضمان الاستثمار متعدد الأطراف        | 25 سبتمبر 1998       | 21 فبراير 1997    |
|             | الاتحاد البريدي العالمي                   | ?                    | ?                 |
|             | منظمة الشرطة الجنائية الدولية             | ?                    | ?                 |
|             | الأمم المتحدة                             | 19 نوفمبر 1946       | 13 نوفمبر 1945    |
|             | الاتحاد الدولي للاتصالات                  | 1 أكتوبر 1906        | 14 يوليو 1914     |
|             | البنك الدولي للإنشاء والتعمير             | 27 ديسمبر 1945       | 14 مارس 1946      |

## وصلات خارجية
- موقع وزارة الخارجية الآيسلندية
- موقع وزارة الخارجية البنمية